# Gyubal Wahazar
Gyubal Wahazar – dramat autorstwa Stanisława Ignacego Witkiewicza napisany w 1921 r. 
Dramat o pełnym tytule: Gyubal Wahazar – czyli Na przełęczach bezsensu (nieeuklidesowy dramat w czterech aktach) został opatrzony mottem-cytatem z Friedricha Nietzschego: Es ist doch teuer zu Macht zu kommen – Die macht verdummt (pol. Zdobywanie władzy jest kosztowne – Władza ogłupia) i dedykacją poświęconą Tadeuszowi Langierowi.
Utwór z centralną postacią tyrana – tytanicznego bohatera charakterystycznego dla dramaturgicznej twórczości Witkacego – tytułowego Gyubala Wahazara; jest studium władzy odbitym w krzywym zwierciadle. Zawiera elementy karykatury społecznej, satyry na władzę, religię i ustrój społeczno-polityczny. Szczegółowe didaskalia są bogate we wskazówki reżyserskie i odsyłają do kompozycji scenograficznej, co pozwala na umieszczenie Gyubala Wahazara wśród dramatów mających realizować teorię Witkiewicza o czystej formie w teatrze za sprawą napięcia dynamicznego. Przestrzeganie tej doktryny nie jest jednak już tak rygorystyczne jak w pierwszych utworach tego autora.

## Fabuła
Gyubal Wahazar jest absolutnym władcą kraju, którego granice wyznaczają również granice całego świata przedstawionego. Jego demoniczne, gwałtowne zachowanie oraz dyktatorskie zapędy pozwalają zaklasyfikować go jako tyrana – jednak o legitymizacji metafizycznej. Całość fabuły jest historią przewrotów na szczytach władzy oraz dramatów osobistych pojedynczych bohaterów-podwładnych. Wątki poboczne ilustrują związki władzy z religią (postać ojca Uguentego), ówczesne teorie fizyczne i medyczne (lekarz Józef Rypmann) – robią to jednak w sposób karykaturalny. Pojawia się również motyw quasi-mistyczny, ucieleśniony w osobie dziesięcioletniej dziewczynki Świntusi Macabrescu.

## Niektóre osoby dramatu
- Gyubal Wahazar – lat 40, czarne wąsy, czarne włosy, czarne oczy; piana tocząca się z pyska.
- Świntusia Macabrescu – lat 10, blondynka, piękna jak aniołek.
- Donna Scabrosa Macabrescu – matka Świntusi, lat 26.
- Donna Lubrica Terramon – przyjaciółka Donny Scabrosy, lat 23.
- Józef Rypmann – medyk.
- Ojciec Unguenty – lat 92; główny kapłan sekty Perpendykularystów.
- Morbidetto – jeden z katów o kobiecej urodzie; powiernik Gyubala Wahazara.

Utwór ukazał się m.in. w wyborze dramatów pt.: Stanisław Ignacy Witkiewicz – Dramaty pod edycją Konstantego Puzyny (PIW, 1962).